# Har jag nåd hos Gud i höjden
Har jag nåd hos Gud i höjden är en kristen psalm. Texten är skriven av Johan Olof Wallin.

## Publicerad i
- 1819 års psalmbok, som nummer 212 under rubriken "Nådens ordning: Benådade kristnas frid, sällhet och åliggande".
- Den svenska psalmboken 1937, som nummer 316 under rubriken "Trons glädje och förtröstan".